# Galloperdix
Galloperdix is een geslacht van vogels uit de familie fazantachtigen (Phasianidae).

## Soorten
Het geslacht kent de volgende drie soorten:
- Galloperdix bicalcarata – Ceylondwergfazant
- Galloperdix lunulata – Pareldwergfazant
- Galloperdix spadicea – Rode dwergfazant